# Hendrik van de Sande Bakhuyzen

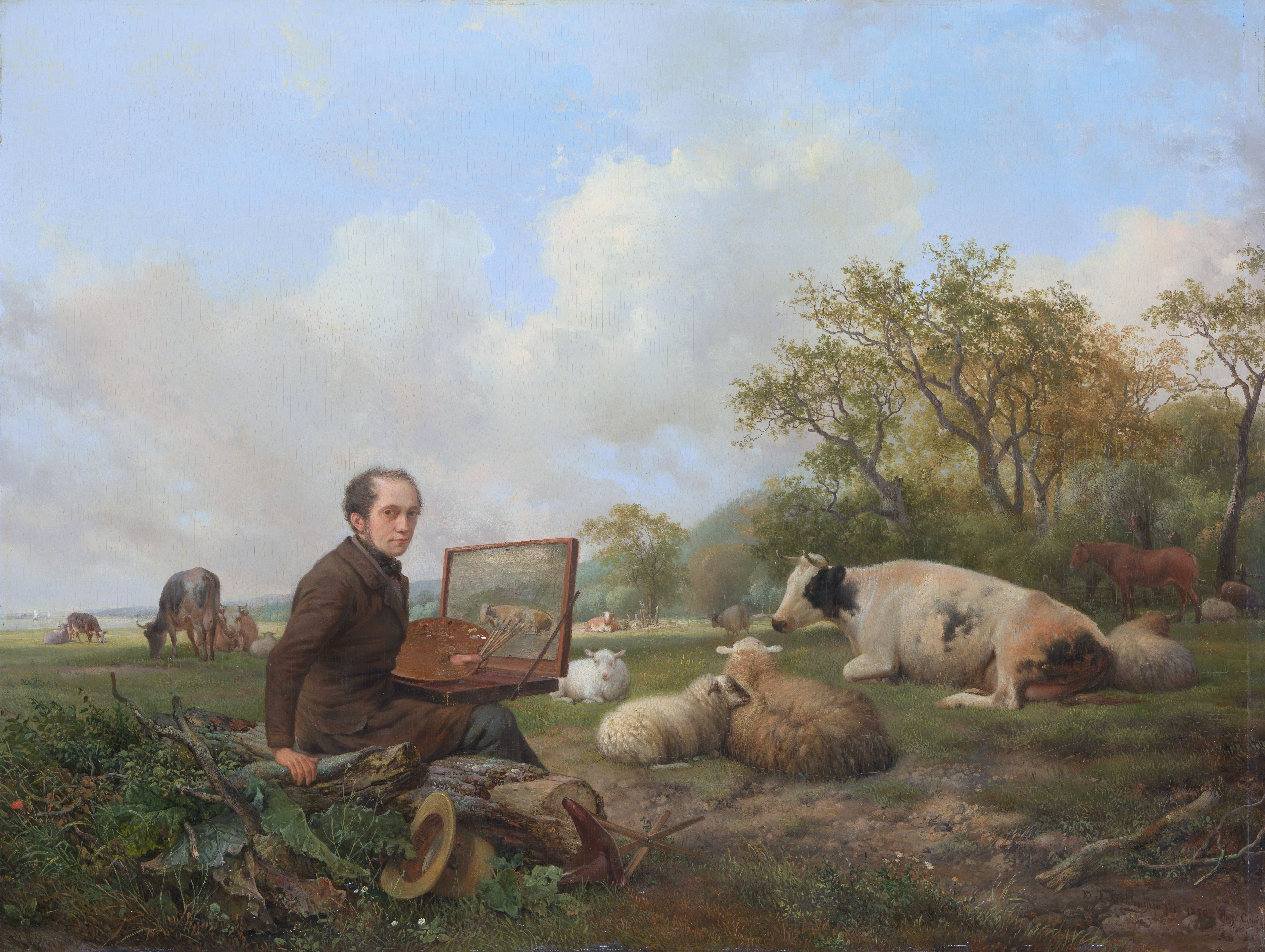
Autorretrato, 1850, Rijksmuseum

Hendrikus van de Sande Bakhuyzen (La Haya, 2 de enero de 1795-La Haya, 12 de diciembre de 1860) fue un  pintor holandés, conocido por sus paisajes y marinas. Su esposa era Sophia Wilhelmine Kiehl (1804 – 1881) y era padre del pintor y grabador Julius van de Sande Bakhuyzen (1835 – 1925) y de la pintora Gerardine Jacoba van de Sande Bakhuyzen (1826 – 1895)